# アンディ・リード
アンドルー・マシュー "アンディ"・リード（Andrew Matthew "Andy" Reid, 1982年7月29日 - ）は、アイルランド共和国ダブリン出身の元同国代表サッカー選手。現役時代のポジションはMF。
肉付きが良い体型で知られる。
1999年8月にプロに転向し、2000年11月29日のシェフィールド・ユナイテッドFC戦において、ノッティンガム・フォレストFCから初出場を飾る。ノッティンガム退団後は、2005年にトッテナム・ホットスパーFC、2006年にチャールトン・アスレティックFC、2008年にサンダーランドAFC、2011年にブラックプールFCへ移籍し、そして2011年7月にノッティンガム・フォレストに2年契約で復帰をしている。

## 経歴

### ノッティンガム・フォレスト
セント・パトリックス・アスレティックFCでのプレー経験がある元サッカー選手の父ビル (叔父ヴィクターは元シェルボーンFC))の下、アイルランド・ダブリンのクラムリンで育つ。故郷のローデス・セルティック (Lourdes Celtic)、チェリー・オーチャードFCでプレーしていたところをノッティンガム・フォレストの下部組織を率いるポール・ハート監督の目に留まり、同クラブの下部組織を経て、2000年11月29日のシェフィールド・ユナイテッドFC戦でプロ初出場を飾ると共にプロ初得点を記録した。
2000-01シーズンには31試合出場と主力を務めると、以降のシーズンも同様に主力としてプレーし、2003年5月15日のシェフィールド・ユナイテッドとの昇格プレーオフ準決勝(3-4, 2試合合計4-5)では、敗退こそしたが、重要な試合で得点を挙げた。2003-04シーズンは、2003年8月27日のコヴェントリー・シティFC戦において2得点を挙げたのを皮切りに得点を量産し、最終的にチーム最多となる13得点と得点源として活躍し、PFA年間ベストイレブンに選出された。
昨季冬の移籍市場、シーズン終了後の7月にトッテナム・ホットスパーFCからのオファーを2度もクラブ側に拒否されたリードは、2004年8月3日に「正式にクラブから去る為には、これしかなかった」と移籍要望書を提出し、144試合21得点を記録したノッティンガム・フォレストを退団した。

#### トッテナム・ホットスパー
移籍要望書を提出後の長引く交渉の末、冬の移籍市場最終日である2005年1月31日に同僚のマイケル・ドーソンと共に2人合わせて移籍金800万ポンドでトッテナム・ホットスパーFCと契約する。初出場を飾った2月5日のポーツマスFC戦では、右サイドのサイモン・デイヴィスと両サイドで攻撃を牽引し、ロビー・キーンの得点をアシスト、相手GKコンスタンティノス・ハルキアスを脅かすシュートを放つプレー等を見せ、試合後にマルティン・ヨル監督から及第点を与えられる良好なスタートを切り、以来、レト・ツィークラーを抑え左サイドハーフの定位置を確保。5月2日のアストン・ヴィラFC戦での1得点でシーズンを終えた。だが、翌2005-06シーズンは、相次ぐ負傷に加え、新加入のエドガー・ダーヴィッツとテーム・タイニオの存在から出場機会が減少し、退団することになった。トッテナムでは、全体的にノッティンガム・フォレスト時代の活躍を見せることが出来ず、タイムズの記者から1月の移籍市場で加入した最悪の選手25人の内の1人に選出された。

#### チャールトン・アスレティック
2006年8月16日に移籍金300万ポンドでチャールトン・アスレティックFCと4年契約を締結する。2006-07シーズンは、15年にも渡り指揮した名将アラン・カービシュリー監督が去るクラブの混迷期の中、11月25日のエヴァートン戦で初得点を挙げ、そのプレーにレス・リード監督からフェレンツ・プスカシュと比較される程に賞賛され、次のシェフィールド・ユナイテッド戦でも得点をした。しかし、ハムストリングの負傷により、2007年1月中旬以来プレー出来ず、チームはチャンピオンシップ降格となった。
翌2007-08シーズンにマット・ホランドから主将を引き継いでチームを牽引することになったリードは、8月15日にフットボールリーグカップのスウィンドン・タウンFCでシーズン初得点含む3試合連続得点を挙げると、さらに、9月のノリッジ・シティFC戦では3分間に2度のペナルティーキックを成功させ、アラン・パーデュー監督に同試合でのパフォーマンスを賞賛された。

#### サンダーランド
欧州カップ戦出場を夢見て、2008年1月31日に移籍金400万ポンドでアイルランド代表の大先輩であるナイアル・クイン会長とロイ・キーン監督率いるサンダーランドAFCと3年半契約を締結。なお、この取引の一環として、グレッグ・ハルフォードがチャールトンへ半年の期限付き移籍に出されている。2月9日のウィガン・アスレティックFC戦で74分から初出場を飾り、クロスによってダリル・マーフィーの得点をアシストすると、3月29日のウェストハム・ユナイテッドFC戦において95分にボレーシュートで初得点を挙げ、クラブの2001年12月以来となるプレミアリーグでの連勝に貢献した。
2008-09シーズンからは、キック精度を活かしてセントラル・ミッドフィールダーとしてもプレーし、2008年12月のウェスト・ブロムウィッチ・アルビオンFC戦においてシーズン初得点を挙げた。体重を9kg減量して臨んだ2009-10シーズンは、2009年8月のリーグカップでのノリッジ・シティ戦でシーズン初得点を含む2得点を挙げてマン・オブ・ザ・マッチに選出される良好なスタートを切ると、それから2試合後のハル・シティAFC戦 (4-1)において、リーグ初得点を挙げ、更にカミル・ザヤットのオウンゴールを誘発するクロスを提供した。しかし、クリスマス後にハムストリングの負傷から4週間、実に3試合を逃し、更に2010年2月9日のポーツマスFC戦でハムストリングの負傷を再発と相次ぐ負傷に苦しむこととなり、翌2010-11シーズンも負傷の影響から出場機会は僅かだった。
シェフィールド・ユナイテッドへの期限付き移籍
2010年10月29日にチャンピオンシップのシェフィールド・ユナイテッドFCへ11月終了までの期限付き移籍で参加する。31日のコヴェントリー・シティFC戦で後半から初出場を飾り、11月中旬のミルウォールFC戦 (1-0)で初得点を挙げる。11月25日には、期限付き移籍が2011年1月3日まで延長される。12月下旬のノリッジ・シティ戦 (2-4)において、シェフィールド・ユナイテッドでの2得点目を挙げたが、キャロウ・ロードでの乱闘の際に関与していたとして3試合の出場停止となり、同試合が最後の試合となった。

#### ブラックプール
期限付き移籍からサンダーランドに復帰するもスティーブ・ブルース監督の構想外は変わらず、2011年1月31日にブラックプールFCへシーズン終了までの契約で完全移籍を果たす。移籍濃厚だったチャーリー・アダムの後釜としての加入だったが、当のアダムが残留したこともあってか、僅か2試合の先発にとどまり、チャンピオンシップ降格後の5月25日に契約満了で退団となった。

#### ノッティンガム・フォレスト復帰
2011年7月1日、プロキャリアを開始したチャンピオンシップのノッティンガム・フォレストFCへ2年契約で復帰、スティーブ・マクラーレン監督の最初の補強となった。2度目のノッティンガムでは、定期的に得点やアシストを決め、主将としてチームを牽引しており、2011年1月5日には契約を2年半延長した。2013-14シーズンは、11位でシーズンを終え、自身は負傷によって数試合を欠場していたにもかかわらず、36試合10得点を記録し、PFA年間ベストイレブンとクラブの最優秀選手賞に選出された。翌2014-15シーズンは、昨季の好調を維持させたかったが、ライバル関係にある2014年9月のダービー・カウンティFC戦において、負傷によって前半で交代し、以来、相次ぐ負傷から欠場が続き、2015年1月の時点で6試合の出場にとどまっている。

#### 現役引退
2016年7月29日、長年悩まされ続けてきた負傷の影響により現役を引退することを表明した。

### 代表
アイルランド代表としては、まず、U-16で1998年にUEFA U-16欧州選手権初優勝に貢献し、また、同年のノルディック・カップでは、決勝のイングランド戦において得点を挙げた。その後、U-21で15試合4得点を記録し、2003年11月18日のカナダとの親善試合においてA代表初出場を飾る。初得点は、2004年8月18日のブルガリア戦での35ヤードからのフリーキックであり、その後は、9月4日の2006 FIFAワールドカップ・ヨーロッパ予選キプロス戦での25ヤードからのシュートを決め、2005年8月17日のイタリア戦、2006年11月15日のサンマリノ戦で得点を挙げている。また、2007年8月22日のデンマーク戦では、ロビー・キーンの得点をアシストした。
2008年9月のジョバンニ・トラパットーニ監督との意見の相違による論争以降構想外となり、代表から遠ざかっていたが、ノエル・キング代行監督が就任後の2013年9月30日に2014 FIFAワールドカップ・ヨーロッパ予選のドイツ戦とカザフスタン戦へ向けたメンバーに招集され、10月15日のカザフスタン戦においてエイダン・マクギーディとの交代で75分から復帰を果たした。

## 個人成績

### クラブでの成績
出典:
| 所属クラブ               | シーズン         | リーグ             | リーグ | リーグ | カップ | カップ | リーグカップ | リーグカップ | 合計  | 合計 |
| 所属クラブ               | シーズン         | 所属リーグ         | 出場   | 得点   | 出場   | 得点   | 出場         | 得点         | 出場  | 得点 |
| ------------------------ | ---------------- | ------------------ | ------ | ------ | ------ | ------ | ------------ | ------------ | ----- | ---- |
| ノッティンガム           | 2000-01          | ディビジョン1      | 14     | 2      | 1      | 0      | 0            | 0            | 15    | 2    |
| ノッティンガム           | 2001-02          | ディビジョン1      | 29     | 0      | 0      | 0      | 2            | 0            | 31    | 2    |
| ノッティンガム           | 2002-03          | ディビジョン1      | 30     | 1      | 1      | 1      | 2            | 0            | 35[a] | 3    |
| ノッティンガム           | 2003-04          | ディビジョン1      | 46     | 13     | 2      | 0      | 3            | 0            | 51    | 13   |
| ノッティンガム           | 2004-05          | チャンピオンシップ | 25     | 5      | 2      | 1      | 1            | 1            | 28    | 7    |
| ノッティンガム           | 合計             | 合計               | 144    | 21     | 6      | 2      | 8            | 1            | 160   | 25   |
| トッテナム               | 2004-05          | プレミアリーグ     | 13     | 1      | -      | -      | -            | -            | 13    | 1    |
| トッテナム               | 2005-06          | プレミアリーグ     | 13     | 0      | 0      | 0      | 1            | 0            | 14    | 0    |
| トッテナム               | 合計             | 合計               | 26     | 1      | 0      | 0      | 1            | 0            | 27    | 1    |
| チャールトン             | 2006-07          | プレミアリーグ     | 16     | 2      | 0      | 0      | 1            | 0            | 17    | 2    |
| チャールトン             | 2007-08          | チャンピオンシップ | 22     | 6      | 0      | 0      | 1            | 1            | 23    | 7    |
| チャールトン             | 合計             | 合計               | 38     | 8      | 0      | 0      | 2            | 1            | 40    | 9    |
| サンダーランド           | 2007-08          | プレミアリーグ     | 13     | 1      | -      | -      | -            | -            | 13    | 1    |
| サンダーランド           | 2008-09          | プレミアリーグ     | 32     | 1      | 3      | 0      | 3            | 0            | 38    | 1    |
| サンダーランド           | 2009-10          | プレミアリーグ     | 21     | 2      | 1      | 0      | 3            | 2            | 25    | 4    |
| サンダーランド           | 2010-11          | プレミアリーグ     | 2      | 0      | 1      | 0      | 1            | 0            | 4     | 0    |
| サンダーランド           | 合計             | 合計               | 68     | 4      | 5      | 0      | 7            | 2            | 80    | 6    |
| シェフィールド・U (loan) | 2010-11          | チャンピオンシップ | 9      | 2      | -      | -      | -            | -            | 9     | 2    |
| ブラックプール           | 2010-11          | プレミアリーグ     | 5      | 0      | -      | -      | -            | -            | 5     | 0    |
| ノッティンガム           | 2011-12          | チャンピオンシップ | 39     | 2      | 2      | 0      | 2            | 0            | 43    | 2    |
| ノッティンガム           | 2012-13          | チャンピオンシップ | 42     | 5      | 1      | 0      | 2            | 0            | 45    | 5    |
| ノッティンガム           | 2013-14          | チャンピオンシップ | 32     | 9      | 3      | 1      | 1            | 0            | 36    | 10   |
| ノッティンガム           | 2014-15          | チャンピオンシップ | 6      | 0      | 0      | 0      | 0            | 0            | 6     | 0    |
| ノッティンガム           | 合計             | 合計               | 119    | 16     | 6      | 1      | 5            | 0            | 130   | 17   |
| キャリア通算成績         | キャリア通算成績 | キャリア通算成績   | 409    | 52     | 17     | 3      | 23           | 4            | 451   | 60   |

a. ^ 昇格プレーオフ2試合1得点を含む

### 代表での成績
出典:
| アイルランド代表 | アイルランド代表 | アイルランド代表 |
| 年               | 出場             | 得点             |
| ---------------- | ---------------- | ---------------- |
| 2003             | 1                | 0                |
| 2004             | 11               | 2                |
| 2005             | 7                | 1                |
| 2006             | 3                | 1                |
| 2007             | 5                | 0                |
| 2013             | 2                | 0                |
| Total            | 29               | 4                |

#### 代表での得点
| #  | 開催日         | 開催地   | 対戦国     | スコア | 結果 | 大会                        |
| -- | -------------- | -------- | ---------- | ------ | ---- | --------------------------- |
| 1. | 2004年8月18日  | ダブリン | ブルガリア | 1-0    | 1-1  | 親善試合                    |
| 2. | 2004年9月4日   | ダブリン | キプロス   | 2-0    | 3-0  | 2006 FIFAワールドカップ予選 |
| 3. | 2005年8月17日  | ダブリン | イタリア   | 1-2    | 1-2  | 親善試合                    |
| 4. | 2006年11月15日 | ダブリン | サンマリノ | 1-0    | 5-0  | UEFA EURO 2008予選          |

## 獲得タイトル

### 代表
アイルランド U-16
- UEFA U-16欧州選手権 : 1998
- ノルディック・カップ（英語版） : 1998

### 個人
- フットボールリーグ・チャンピオンシップ年間ベストイレブン : 2003-04, 2013-14
- FAIインターナショナル・フットボール・アワーズ（英語版）年間最優秀若手選手賞部門 : 2004[57]